# La Ville secrète
La Ville secrète (titre original en russe : Тайный город) est un cycle de romans de fantasy urbaine écrits par l'écrivain russe Vadim Panov. Le cycle raconte l'histoire d'une partie secrète de Moscou, où vivent les derniers représentants de civilisations terrestres dissimulées depuis longtemps, divisés en grandes maisons formées par de puissants magiciens : la Haute Maison Lioud (Великий Дом Людь), la Haute Maison Tchoud (Великий Дом Чудь), et la Haute Maison Nav (Великий Дом Навь). Les livres ont été édités par «Eksmo».
La série a des points communs avec les œuvres de Jim Butcher, Simon R. Green, Sergueï Loukianenko ainsi qu'avec le jeu de rôle «Le Monde des Ténèbres ».

## L'univers deLa ville secrète
La ville secrète a pour décor la Moscou contemporaine, mais reste invisible pour les gens ordinaires (tchelov - «челов», abrégé de «человек», qui signifie "personne" en russe), et est peuplée d'anciens ordres magiques, de vampires et de loups-garous. Ces créatures font allégeance à différentes hautes maisons :
- Haute Maison Nav (la Cour Sombre);
- Haute Maison Lioud (Maison Verte);
- Haute Maison Tchoud (l'Ordre).

Il existait également une Haute Maison Asur, race légendaire des fondateurs de la ville secrète, et également une maison presque entièrement disparue, la Haute Maison Tat : 

« Les Asuras… Ils ont régné sans partage sur le monde pendant 1000 ans. […] Le développement des Asuras s’est arrêté. […] Dans le monde sont arrivés les Navis, nouvelle race assoiffée de victoire, et il s’ensuivit une série de guerres brutales. Les Asuras se sont défendus désespérément, mais leur temps était venu. Sous la pression des Navis, leurs villes et forteresses ont été balayées, leurs armées et leurs savants sont morts, leurs temples et leurs bibliothèques ont été brûlés. Les Navis ont pensé qu’ils avaient anéanti tous leurs ennemis, mais ils se trompaient. Les Asuras ont réussi à ériger la Ville secrète, où ils ont trouvé refuge, apportant leur trésor le plus important : la connaissance.
[…]
Ayant pris le pouvoir, les Navis ont établi leur empire, la Cour Sombre, et pendant une centaine d’années, ils ont régné sur la Terre, mais les temps ont continué à changer. De nouvelles races sont apparues les unes après les autres, et bientôt, la Cour Sombre a connu le même destin que les Asuras, au sens propre. Les Navys ont trouvé le refuge de leurs prédécesseurs, la Ville secrète, et s’y sont enfermés. À leur place arriva une autre race, puis une autre, et encore une autre. Chacune eut son apogée, ses moments de gloire, mais dut finalement tôt ou tard se présenter à la Ville secrète. Et enfin nous, les humains, sommes arrivés. »

Chaque Haute Maison a ses vassaux,:
- les vassaux des Nav sont la famille d'entrepreneurs Shas (marchands), les médecins de la famille Erli, les vampires Masan, et les Os (habitant les canalisations) ;
- les vassaux des Lioud sont les impresarios Kontsy, les loups-garous Moryany et les guerriers Chapeaux Rouges (racaille des banlieues), les Pristavniki (brutes poilues), gardiens du trésor, et quelques Tchely (sorcières, extralucides, envoûteuses, devineresses, toutes bénéficiant de la source d'énergie de la Haute Maison des Gens) ;
- Les Vassaux des Tchoud sont les guerriers assassins à quatre mains Khvany et les immatériels Daïkini.

## Adaptations

### Roman interactif
Fin 2012, le roman interactif «La ville secrète» a été lancé dans le cadre du projet NARR8. «Le roman interactif» se présente comme une application pour appareil mobile. Cette version de la ville secrète a été adaptée pour le lectorat occidental, la ville étant New York, et toute l'action se situant aux États-Unis. Le porteur de ce projet est Arthur Varkvasov.

### Série télévisée
Le projet de réaliser une série télévisée sur le thème de La ville secrète a été envisagé dès le début des années 2000, mais le scénario n'a alors pas été trouvé.
Début 2013, la chaîne de télévision REN a déclaré avoir commencé le tournage de la série «La ville secrète»,. Le réalisateur est Alexandre Mokhov et le compositeur Alexeï Kharlamov,.
À partir du 4 mai 2014, la série a été diffusée sur REN. Chaque saison de la série comporte 8 épisodes. La première saison est basée sur les deux premiers romans de Vadim Panov «Les guerres sont commencées par les perdants» et «Commandant de guerre». La deuxième saison a été composée à partir des romans «Attaque juridique» et «Toutes les nuances de noir». La troisième saison se base sur les romans «Et il y a des héros en enfer» et «Les concubines de la haine».

### Jeu de rôle
En 2011, la société «Мир фэнтези» (L'univers de la fantasy, anciennement «Hobby World») a lancé un jeu de cartes La ville secrète, dans lequel le joueur prend le rôle du chef d'une des Hautes Maisons. Le jeu a reçu une évaluation généralement positive dans la presse ludique,,.

### Jeu sur navigateur
En 2008, Gaijin Entertainmen et «1С» ont créé un jeu en ligne «La ville secrète online», mais le projet a été abandonné. Plus tard, Atlantis a lancé un jeu de rôle par navigateur sous le même nom.

## Récompenses
- Portal 2004 : prix Bombe de l'année pour La ville secrète[16]
- Pont des étoiles 2005 : prix pour les cycles, séries et romans à suite, 2e place pour La croix du roi[17]
- Pont des étoiles 2007 : prix pour les cycles, séries et romans à suite, 2e place pour Le jour du Dragon[18]
- Monde du fantastique 2008 : prix de la meilleure suite à un cycle pour L'odeur de la peur[19]

### Dans la presse
- Ольга Уразова, Михаил Бугаков. «Огни Тайного города. Мир Вадима Панова». no 3(19) март 2005
- Дмитрий Злотницкий. «Последние из нелюдей. Великие Дома Тайного города». no 9(85); сентябрь 2010
- Дмитрий Злотницкий. «Певец одной столицы. Вадим Панов». no 9(85); сентябрь 2010